# Hyposmocoma kikokolu
Hyposmocoma kikokolu — вид моли эндемичного гавайского рода Hyposmocoma. 

## Распространение
Обитает на острове Нихоа.

## Описание
Личинки плетут кокон. Кокон гусеницы — от серого до серо-коричневого цвета, конической формы, длиной 6,0—8,7 мм, тонкий, декорирован песчинками. Вход закрыт ракушечником.